# Jean-Étienne Fache
Jean Étienne Fache est un homme politique français né en 1745 à Épernay (Marne) et mort le 14 avril 1800 à Paris.

## Biographie
Homme de loi à Château-Thierry, il devient juge de paix puis est élu député de l'Aisne en 1791 et siège à gauche.

## Sources
- « Jean-Étienne Fache », dans Adolphe Robert et Gaston Cougny, Dictionnaire des parlementaires français, Edgar Bourloton, 1889-1891 [détail de l’édition]